# João Pereira
João Pereira, beter bekend als Jamba (Benguela, 10 juli 1977) is een Angolese profvoetballer. Meestal speelt hij centraal in de verdediging. Op dit moment speelt hij voor Atlético Sport Aviação, een club die uitkomt in de Girabola, de hoogste Angolese voetbaldivisie. Daarnaast maakt hij deel uit van het nationale voetbalteam van Angola. Hij was een van de 23 Angolezen die het land vertegenwoordigden tijden het WK 2006 in Duitsland.
Jamba is een typisch voorbeeld voor een ouderwetse verdediger. Hij is betrouwbaar en constant.
Zijn bijnaam, "Jamba," betekent "Olifant" in Umbundu, een taal gesproken in Zuid-Angola.

## Carrière
| Seizoen | Club                      | Wedstrijden | Doelpunten |
| ------- | ------------------------- | ----------- | ---------- |
| 1996/97 | Primeiro Maio             | ?           | ?          |
| 1997/07 | Atlético Sport Aviação    | ?           | ?          |
| 2007/08 | Atlético Petróleos Luanda | ?           | ?          |
| 2011/12 | Atlético Sport Aviação    | ?           | ?          |
| Totaal  |                           | ?           | ?          |